# Déjame ir
«Déjame ir» es una canción de la cantante mexicana Paty Cantú, lanzado el 16 de septiembre de 2008, como el primer sencillo debut de su álbum de estudio debut, Me quedo sola, lanzado en 2009. La canción fue escrita por la cantante y por Luis Fernando Ochoa.

### Semanales
| País           | Lista                     | Mejor posición                 |
| -------------- | ------------------------- | ------------------------------ |
| Estados Unidos | Billboard México Airplay  | #1                             |
| Estados Unidos | Billboard Spanish Airplay | #2                             |
| México         | AMPROFON - Top 100        | #4                             |
| México         | México - 40 principales   | #2                             |
| México         | México - Radio 100        | #3                             |
| México         | Telehit - Top Ten Chart   | #1 (2 semanas no consecutivas) |